# Damn Yankees
Pour les articles homonymes, voir Damn Yankees (homonymie).
Damn Yankees est une comédie musicale, basée sur le livret de George Abbott et Douglass Wallop, composée par Richard Adler et Jerry Ross.

## Histoire
L'histoire racontée est une forme moderne de la légende de Faust, se déroulant dans les années 1950 à Washington, au moment où les New York Yankees dominent la Major League Baseball. L'histoire est inspirée du roman de Douglass Wallop ; The Year the Yankees Lost the Pennant.
La comédie Damn Yankees a été représentée 1 019 fois sous la production originale de Broadway de 1955. Le succès de Richard Adler et de Jerry Ross avec Damn Yankees et The Pajama Game leur ouvrait un brillant avenir, mais Jerry Ross meurt brutalement à la suite d'une bronchectasie chronique, à l'âge de vingt-neuf ans, quelques mois après le début de Damn Yankees.

## Numéros musicaux
Basé sur des matériaux gravés à la main disponibles à l'origine auprès de Music Theatre International et dérivés de la production de 1955.
| Act One - Overture — Orchestre - Curtain Act 1 — Orchestre - Six Months — Meg Boyd, Joe Boyd, les hommes et les femmes - Devil Music — Orchestre - Goodbye Old Girl — Joe Boyd et Joe Hardy - Heart — Van Buren, Smoky, Rocky, Vernon - Heart Encore — Van Buren, Smoky, Rocky, Vernon - Shoeless Joe from Hannibal, Mo. — Gloria Thorpe, Boys, Senators - Shoeless Joe Dance — Orchestre - A Man Doesn't Know — Joe Hardy - Lola — Orchestre - A Little Talent — Lola - Goodbye (Reprise) — Orchestre - A Man Doesn't Know (Reprise) — Joe Hardy, Meg - Whatever Lola Wants — Lola - Not Meg — Orchestre - Heart (Reprise) — Men - Chairs Fanfare — Orchestre - Who's Got The Pain? — Lola & Men - Act 1 Finale (New Shoeless Joe Finale) — Orchestre | Acte II - Entr'Acte — Orchestre - Opening Act 2 — Orchestre - The Game — Senators - Near to You — Joe Hardy et Meg Boyd - Good Old Days — Applegate - Days Encore — Applegate - Courtroom Blackout — Orchestre - Two Lost Souls (et Dance) — Lola et Joe Hardy - Devil Music — Orchestre - Shoeless Joe (Reprise) — Orchestre - Back Home — Orchestre - Finale (A Man Doesn't Know) — Meg et Joe Boyd - Bows (Heart) — Orchestre - Exit March — Orchestre |

Based on 1994 revival
| Acte I - Overture - Six Months Out Of Every Year — Meg Boyd, Joe Boyd, Sister, Gloria Thorpe, maris et femmes - Goodbye Old Girl — Joe Boyd et Joe Hardy - Blooper Ballet — The Senators - Heart — Van Buren, Smokey, Rocky, Linville - Shoeless Joe from Hannibal, Mo. — Gloria Thorpe, Senators - Shoeless Joe (Reprise) — Gloria Thorpe, Joe Hardy, and Ensemble (seulement dans la reprise de 1994, utilisant des éléments de la chanson dans un style rétro des années 1950) - A Little Brains, a Little Talent — Lola - A Man Doesn't Know — Joe Hardy et Meg Boyd - Whatever Lola Wants — Lola | Acte II - Who's Got the Pain? — Lola et Senators - The Game — Rocky, Smokey, et Senators - Near to You — Joe Hardy et Meg Boyd - Those Were the Good Old Days — Applegate - Two Lost Souls — Lola et Applegate - A Man Doesn't Know (Reprise) — Meg et Joe Boyd |

## Récompenses et nominations

### Production originale de Broadway
| Année | Récompense | Catégorie                                           | Nomination       | Résultat   |
| ----- | ---------- | --------------------------------------------------- | ---------------- | ---------- |
| 1956  | Tony Award | Best Musical                                        | Best Musical     | Lauréat    |
| 1956  | Tony Award | Best Performance By a Leading Actor in a Musical    | Ray Walston      | Lauréat    |
| 1956  | Tony Award | Best Performance By a Leading Actor in a Musical    | Stephen Douglass | Nomination |
| 1956  | Tony Award | Best Performance by a Leading Actress in a Musical  | Gwen Verdon      | Lauréat    |
| 1956  | Tony Award | Best Performance by a Featured Actor in a Musical   | Russ Brown       | Lauréat    |
| 1956  | Tony Award | Best Performance by a Featured Actress in a Musical | Rae Allen        | Nomination |
| 1956  | Tony Award | Best Conductor and Musical Director                 | Hal Hastings     | Lauréat    |
| 1956  | Tony Award | Best Choreography                                   | Bob Fosse        | Lauréat    |
| 1956  | Tony Award | Best Stage Technician                               | Harry Green      | Lauréat    |

### Reprise à Broadway en 1994
| Année | Récompense          | Catégorie                                         | Nomination                       | Résultat   |
| ----- | ------------------- | ------------------------------------------------- | -------------------------------- | ---------- |
| 1994  | Tony Award          | Best Revival of a Musical                         | Best Revival of a Musical        | Nomination |
| 1994  | Tony Award          | Best Performance by a Leading Actor in a Musical  | Victor Garber                    | Nomination |
| 1994  | Tony Award          | Best Performance by a Featured Actor in a Musical | Jarrod Emick                     | Lauréat    |
| 1994  | Tony Award          | Best Choreography                                 | Rob Marshall                     | Nomination |
| 1994  | Drama Desk Award    | Outstanding Revival of a Musical                  | Outstanding Revival of a Musical | Nomination |
| 1994  | Drama Desk Award    | Outstanding Featured Actor in a Musical           | Jarrod Emick                     | Lauréat    |
| 1994  | Drama Desk Award    | Outstanding Orchestrations                        | Douglas Besterman                | Nomination |
| 1994  | Theatre World Award | Theatre World Award                               | Jarrod Emick                     | Lauréat    |

### Reprise à Londres en 1997
| Année | Récompense             | Catégorie                                                 | Nomination                                                | Résultat   |
| ----- | ---------------------- | --------------------------------------------------------- | --------------------------------------------------------- | ---------- |
| 1998  | Laurence Olivier Award | Laurence Olivier Award for Outstanding Musical Production | Laurence Olivier Award for Outstanding Musical Production | Nomination |
| 1998  | Laurence Olivier Award | Best Performance in a Supporting Role in a Musical        | April Nixon                                               | Nomination |
| 1998  | Laurence Olivier Award | Best Theatre Choreographer                                | Rob Marshall                                              | Nomination |